# Naum Gabo

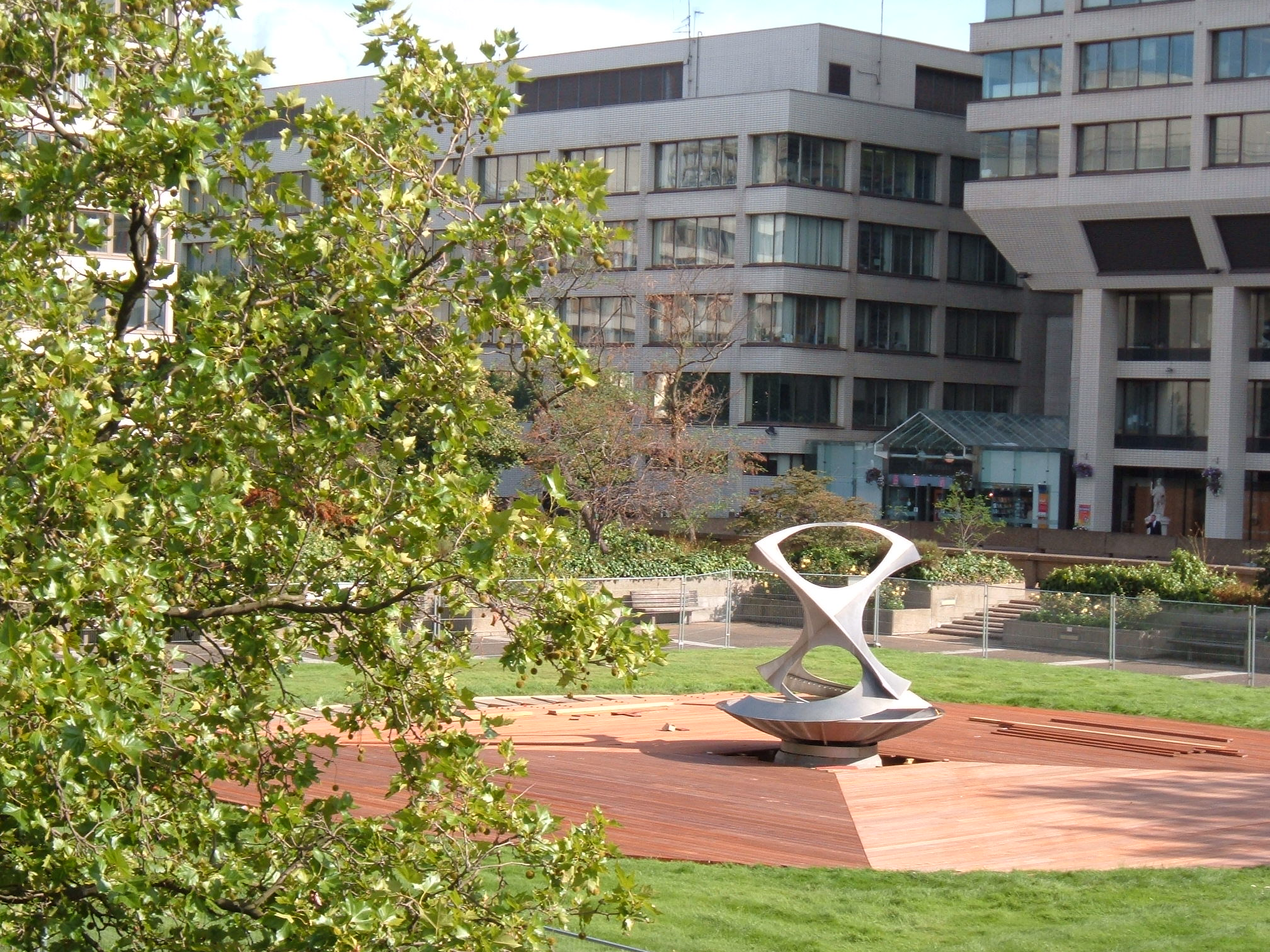
Revolving Torsion Fountain (1972), beeldenroute South Bank Sculpture Stroll in Londen

Naum Gabo, geboren als Naoem Abramovitsj Pevsner (Russisch: Наум Абрамович Певснер) (Brjansk, 5 augustus 1890 – Waterbury (Connecticut), 23 augustus 1977) was een Russisch-Amerikaanse schilder, beeldhouwer, architect en designer.

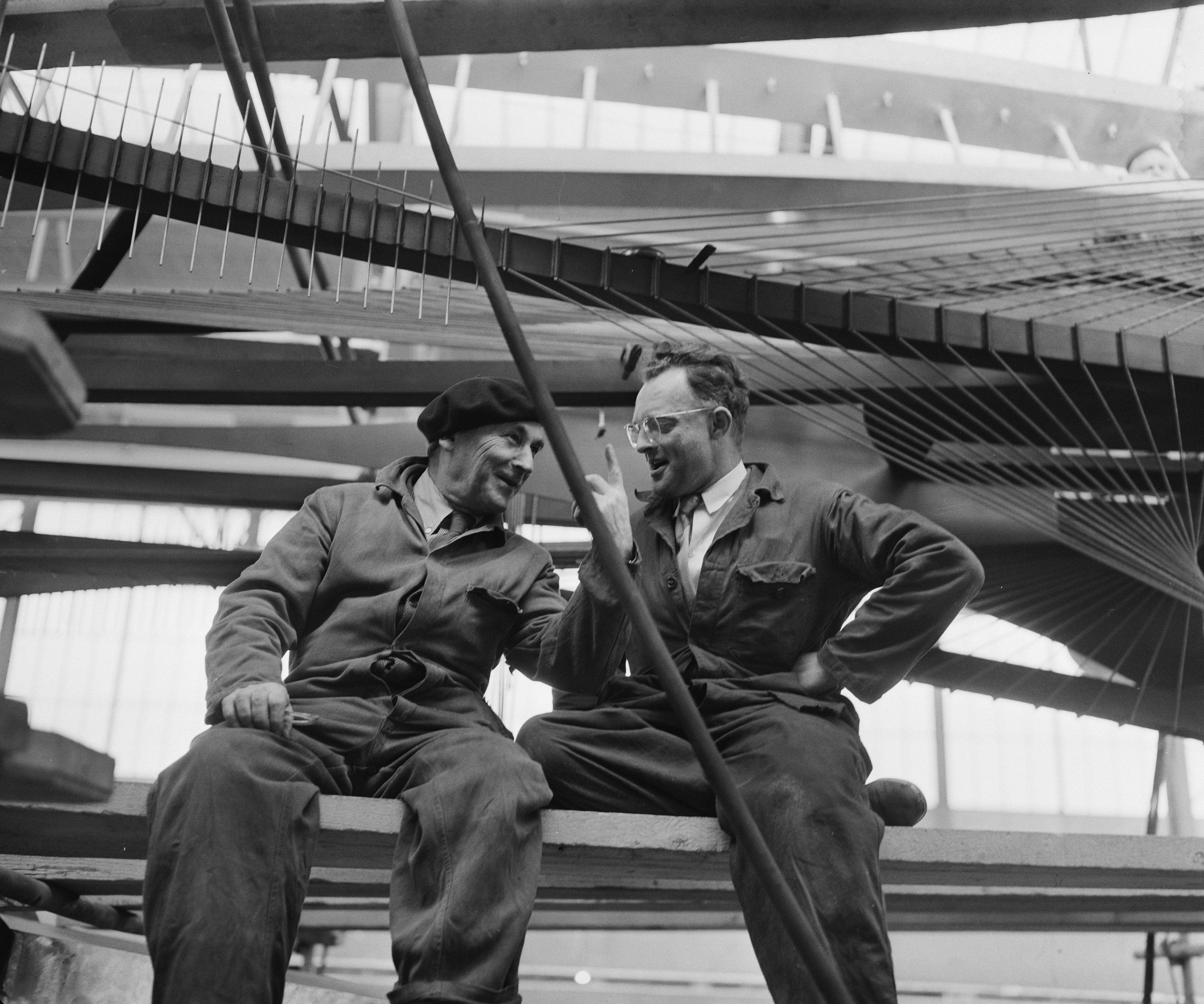
Naum Gabo (links) bij het maken van het monument voor de Bijenkorf, Rotterdam

## Leven en werk
Naoem Pevsner was niet voorbestemd kunstenaar te worden. Hij studeerde vanaf 1910 aan de universiteit van München achtereenvolgens medicijnen (1910-1912) en filosofie en kunstgeschiedenis (1912-1914). Tegelijk met deze studie volgde hij van 1912-1914 colleges techniek aan de technische hogeschool. Tijdens een verblijf in Parijs ontmoette hij Alexander Archipenko en andere avant-gardekunstenaars. Tijdens de Eerste Wereldoorlog week Naum met broer Alexei uit naar Oslo, waar hun oudere broer Antoine zich in december 1914 bij hen voegde. Zij bleven tot oktober 1917 in Oslo en gedurende deze periode besloot Naoem Pevsner zijn naam te veranderen in Naum Gabo om verwarring met zijn broer Antoine, die zich reeds als kunstenaar had gevestigd, te voorkomen.
De eerste werken van Gabo waren nog figuratief, maar na terugkeer in Rusland wendde hij zich tot de non-figuratieve kunst en gebruikte materialen als glas en plastic. Ook ving hij aan kinetische objecten te vervaardigen.
Naum Gabo en Antoine Pevsner waren beiden een volgeling van de Russische constructivist Vladimir Tatlin: de moderne kunst dient de technische revolutie. Het principe dat zij vanaf 1920 in de beeldhouwkunst introduceerden en propageerden (met hun Realistisch Manifest) was volstrekt nieuw en afkomstig uit de bouwkunst, namelijk de constructie. Voorheen kende men alleen het boetseren en modelleren in klei, was en gips, het gieten in gips en brons en het hakken in steen, maar dat een beeld ook in elkaar gezet kon worden was nooit eerder vertoond. Van Gabo is zijn "Lineaire Constructie" uit 1949 heel bekend: geen massa meer, geen volume, maar in plaats daarvan totale transparantie en gewichtloosheid – en toch zeer ruimtelijk. Ook is dit beeld het allereerste echt abstracte beeld van de 20e eeuw, want het object is louter wat de titel aangeeft: een lineaire constructie.
In 1922 stelde Gabo tien werken tentoon bij Galerie van Diemen in Berlijn tijdens de Erste Russische Kunstausstellung. Hij ontmoette vele kunstenaars, zoals Hans Richter, Kurt Schwitters en Hugo Häring. Ook had hij contact met Bauhauskunstenaars en -architecten. In 1930 had hij een belangrijke solo-expositie in Hannover en in 1931 werd hij lid van de kunstenaarsgroepering Abstraction-Création in Parijs. Hij woonde en werkte vanaf 1933 in Parijs, maar besloot na een kort bezoek aan Londen in 1935, zich in 1936 in Engeland te vestigen. Gedurende de Tweede Wereldoorlog woonde Gabo in Cornwall (van 1939 tot 1946), maar na de oorlog besloot hij naar de Verenigde Staten te gaan. Hij kreeg belangrijke opdrachten en tentoonstellingen. In New York kreeg hij ook de opdracht een object te maken voor de nieuwbouw van het warenhuis De Bijenkorf in Rotterdam. Met de constructie Zonder titel (1956/7) - in Rotterdam ook wel 'Het ding' en 'De gestileerde bloem' genoemd - wilde hij de herbouw van de stad na de oorlog vieren.
Gabo werd in 1952 Amerikaans staatsburger.